# Liste der Monuments historiques in Baulme-la-Roche
Die Liste der Monuments historiques in Baulme-la-Roche führt die Monuments historiques in der französischen Gemeinde Baulme-la-Roche auf.

## Liste der Immobilien
| Bezeichnung             | Beschreibung | Standort            | Kennzeichnung | Schutzstatus | Datum | Bild           |
| ----------------------- | --- | ------------------- | ------------- | ------------ | ----- | -------------- |
| Brunnen                 | 1822 erbaut | Rue Landel (Lage)   | PA00112097    | Classé       | 1981  | weitere Bilder |
| Priorat Baulme-la-Roche | Benediktinerpriorat der Abtei Saint-Seine, im 12. Jahrhundert gegründet; Kapelle, Wohnhaus und Taubenturm, Anfang des 16. Jahrhunderts; Garten mit Grotte, vermutlich aus dem 18. Jahrhundert | 1 Rue Landel (Lage) | PA21000008    | Inscrit      | 1997  | weitere Bilder |

## Liste der Objekte
| Bezeichnung                                    | Beschreibung | Standort                       | Kennzeichnung | Schutzstatus | Datum | Bild |
| ---------------------------------------------- | --- | ------------------------------ | ------------- | ------------ | ----- | ---- |
| Hauptaltar                                     | Altartisch, Altaraufbau, Tabernakel, Retabel und Gemälde; Holz, farbig gefasst und vergoldet, Ölfarbe auf Leinwand, zwischen 1772 und 1775 | in der Kirche St-Martin (Lage) | PM21003205    | Classé       | 1999  |      |
| Altarkreuz und sechs Altarleuchter             | Metall, 18. Jahrhundert | in der Kirche St-Martin (Lage) | PM21003206    | Classé       | 1999  |      |
| Kommuniontisch                                 | Schmiedeeisen, vergoldet, zwischen 1764 und 1769                                                                                           | in der Kirche St-Martin (Lage) | PM21003207    | Classé       | 1999  |      |
| Zwei Armreliquiare                             | Holz, farbig gefasst und vergoldet, 16. Jahrhundert                                                                                        | in der Kirche St-Martin (Lage) | PM21003979    | Inscrit      | 1993  |      |
| Expositionsnische                              | Holz, Stuck, vergoldet, 18. Jahrhundert | in der Kirche St-Martin (Lage) | PM21003980    | Inscrit      | 1993  |      |
| Skulptur Heilige Katharina von Alexandrien (1) | Holz, farbig gefasst, zweite Hälfte des 17. Jahrhunderts                                                                                   | in der Kirche St-Martin (Lage) | PM21003981    | Inscrit      | 1993  |      |
| Skulptur Heiliger Martin                       | Holz, farbig gefasst, zweite Hälfte des 17. oder 18. Jahrhundert                                                                           | in der Kirche St-Martin (Lage) | PM21003982    | Inscrit      | 1993  |      |
| Josefsaltar                                    | rechter Seitenaltar; Holz, farbig gefasst und vergoldet, 18. Jahrhundert                                                                   | in der Kirche St-Martin (Lage) | PM21003983    | Inscrit      | 1993  |      |
| Gemälde Anbetung der Könige                    | Ölfarbe auf Leinwand, 17. Jahrhundert | in der Kirche St-Martin (Lage) | PM21003984    | Inscrit      | 1993  |      |
| Gemälde Rast auf der Flucht nach Ägypten       | Ölfarbe auf Leinwand, vergoldeter Holzrahmen, 17. oder 18. Jahrhundert; nach Simon Vouet                                                   | in der Kirche St-Martin (Lage) | PM21003985    | Inscrit      | 1993  |      |
| Gemälde Salvator Mundi                         | Ölfarbe auf Leinwand, 17. Jahrhundert | in der Kirche St-Martin (Lage) | PM21003986    | Inscrit      | 1993  |      |
| Skulptur Heilige Katharina von Alexandrien (2) | Aufsatz eines Prozessionsstabes; Holz, farbig egfasst und vergoldet, 18. Jahrhundert                                                       | in der Kirche St-Martin (Lage) | PM21003987    | Inscrit      | 1993  |      |
| Skulptur Madonna mit Kind                      | Holz, farbig gefasst und vergoldet, 18. Jahrhundert                                                                                        | in der Kirche St-Martin (Lage) | PM21003988    | Inscrit      | 1993  |      |
| Skulptur Heiliger Thomas (?)                   | Holz, farbig gefasst, erste Hälfte des 19. Jahrhunderts                                                                                    | in der Kirche St-Martin (Lage) | PM21003989    | Inscrit      | 1993  |      |
| Skulptur Heiliger Jakobus der Jüngere          | Holz, farbig gefasst, erste Hälfte des 19. Jahrhunderts                                                                                    | in der Kirche St-Martin (Lage) | Référence     | Inscrit      | 1993  |      |
| Skulptur eines Bischods                        | mit Nische; Holz, farbig gefasst und vergoldet, 18. Jahrhundert                                                                            | in der Kirche St-Martin (Lage) | PM21003991    | Inscrit      | 1993  |      |
| Gemälde Sieben Schmerzen Mariens               | Ölfarbe auf Leinwand, Ende des 18. Jahrhunderts; nach Bartolomé Esteban Murillo                                                            | in der Kirche St-Martin (Lage) | PM21004093    | Inscrit      | 1994  |      |